# Flaga Estonii
Flaga Estonii – jeden z symboli państwowych Republiki Estońskiej.

## Wygląd i symbolika
Flaga Estonii jest prostokątem podzielonym na trzy poziome pasy: niebieski, czarny i biały. Kolor niebieski to symbol wiary i wierności, czarny oznacza dawne ziemie estońskie lub cierpienia narodu, biały – dążenia do oświecenia i cnoty. Nie jest to jedyna przyjęta symbolika. Kolorystykę flagi estońskiej wiąże się też z naturą i pięknem krajobrazu: w niebieskim odbijają się wody Bałtyku oraz niezliczonych jezior Estonii, czarny to barwa ziemi lub tradycyjnego kaftana estońskich chłopów, a biel kojarzy się z charakterystycznymi dla pory letniej białymi nocami lub też zimowym śniegiem.

## Konstrukcja i wymiary

Flaga Estonii

Prostokąt o proporcjach 7:11 podzielony na trzy równe poziome pasy: niebieski, czarny, biały.

## Historia

Flaga Estońskiej SRR

Flaga wywodzi się z flagi Estońskiego Związku Studentów Vironia, którą zaprojektował poeta Jaan Bergmann. Po raz pierwszy pojawiła się w 29 września 1881 roku w Tartu (niem. Dorpat) i odtąd używano jej podczas manifestacji, jako symbolu odrębności narodowej Estończyków. Flaga została zatwierdzona przez tymczasowy rząd niepodległej Estonii po I wojnie światowej 21 lutego 1918. Po aneksji Estonii przez ZSRR w 1940 roku używanie estońskiej flagi w tej formie zostało zabronione. W jej miejsce wprowadzono inny oficjalny symbol – flagę Estońskiej SRR.
Podczas śpiewającej rewolucji, w czasie procesu odzyskiwania niepodległości (1987/1988), ponownie oficjalnie zaczęto się posługiwać historyczną flagą Estonii.

Proponowana flaga Estonii

## Propozycje zmian
Około 2001 roku pojawiły się projekty zmiany figur flagi (lecz nie kolorów): proponowano by flaga miała figurę krzyża skandynawskiego w kolorze białym z czarnym obramowaniem na niebieskim polu. Miałoby to symbolizować dążenie Estonii ku krajom nordyckim.

## Galeria

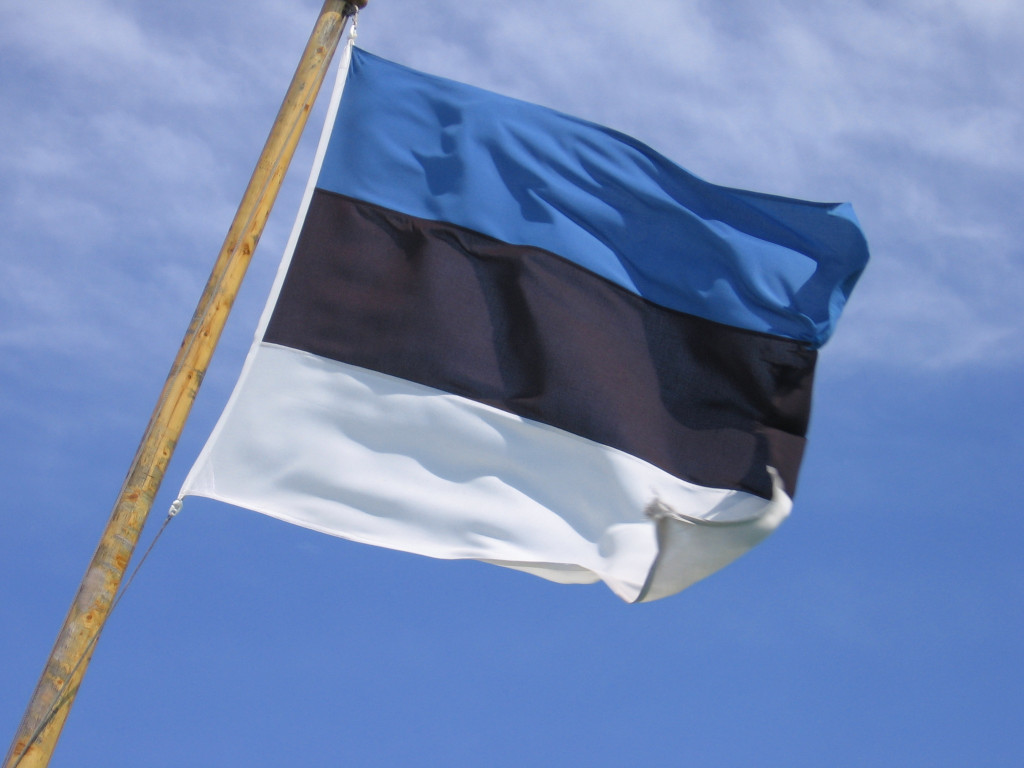
Estońska bandera handlowa
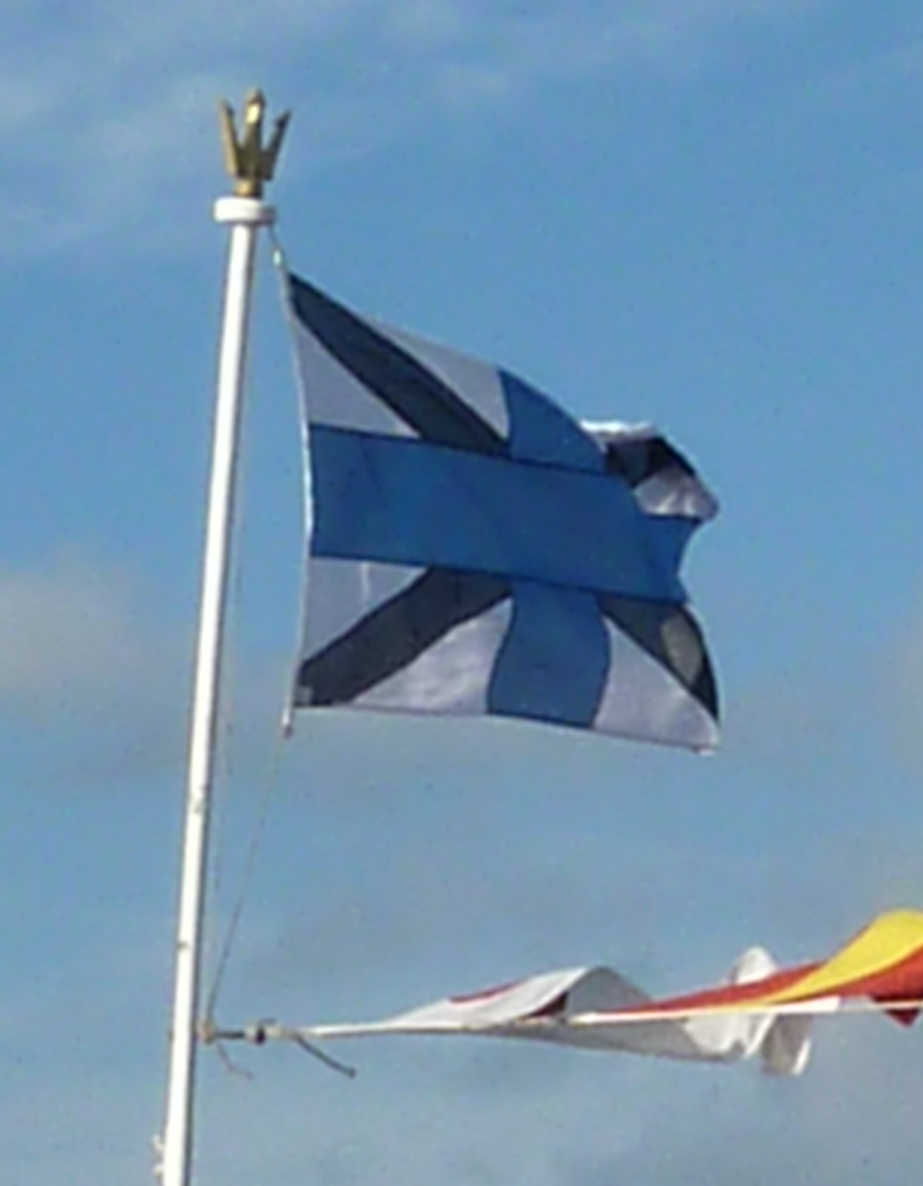
Estoński proporzec dziobowy
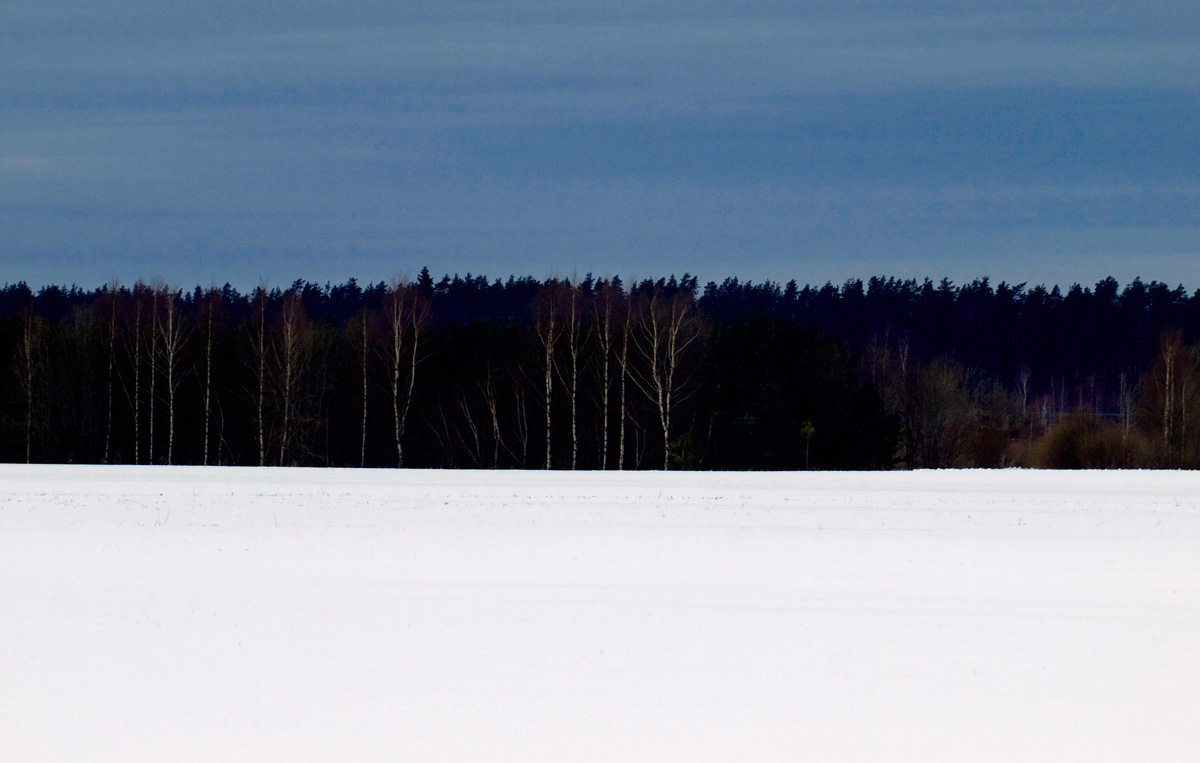
Interpretacja flagi Estonii oparta na typowym zimowym krajobrazie tego kraju
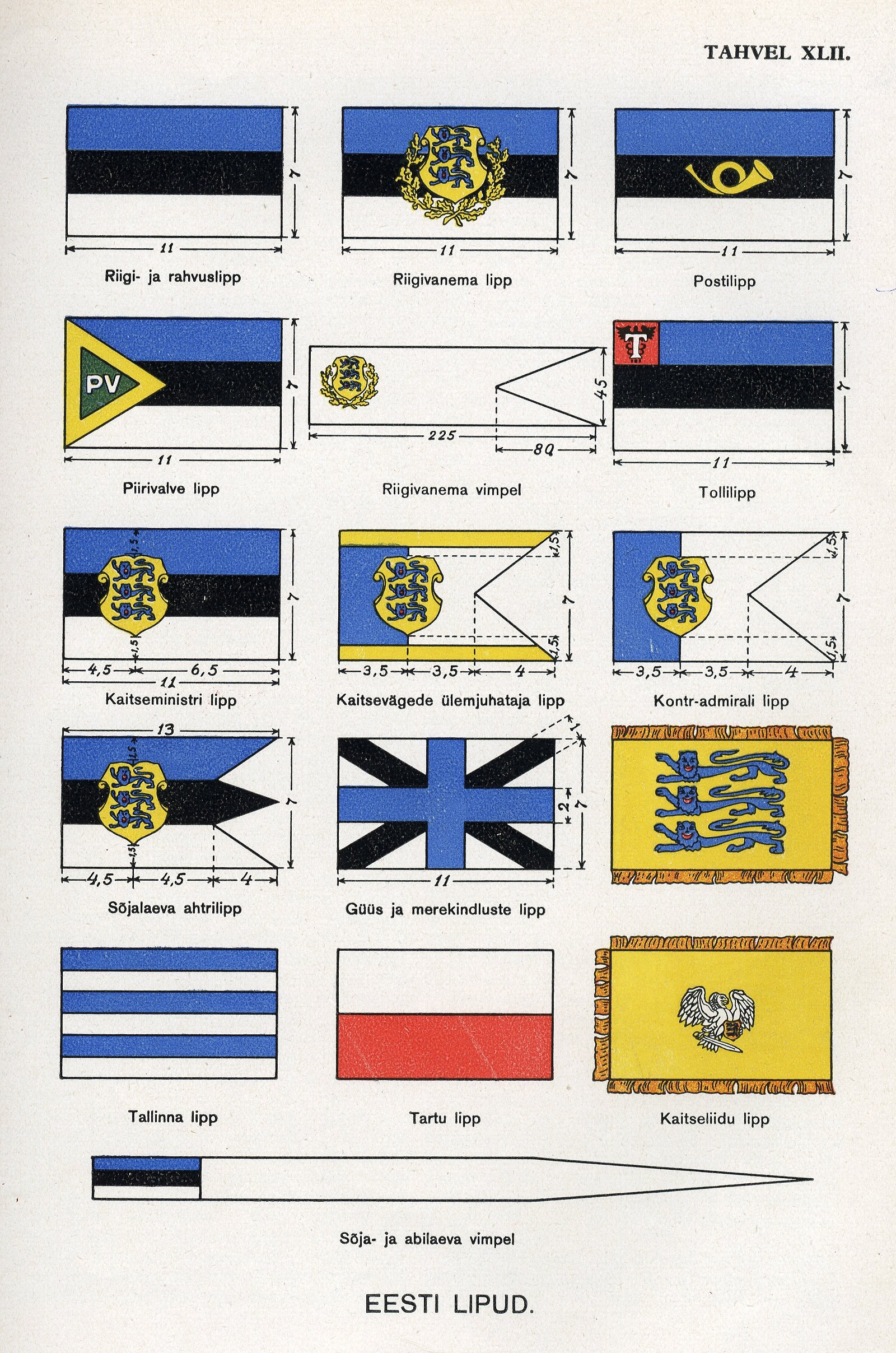
Flagi Estonii z przedwojennej encyklopedii estońskiej (1937)